# Stadtmagazin piste
Das Stadtmagazin piste ist ein kostenloses, werbefinanziertes Stadtmagazin. Es erscheint mit jeweils einer eigenen Ausgabe in den Städten Hamburg, Lübeck, Schwerin, Rostock und Neubrandenburg. Die piste ist aus einem Beileger der Lübecker Nachrichten entstanden und wird als Franchise Objekt herausgegeben. Schwerpunkte des Magazins sind das stadtbezogene Nachtleben sowie (regionale) kulturelle Veranstaltungen (z. B. Festivals, Theatervorstellungen und Konzerte), Kinofilme und je nach Ausgabe DVD und CD Tipps. Weitere Schwerpunkte sind Stadtbezogene Nachrichten, diverse Kolumnen, Lifestyle und Jobs.
Der zugehörige Webauftritt liefert einen Überblick über alle regionalen Redaktionen und bietet den Usern eine Vielzahl an Fotos und Informationen.